# Miagrammopes oblongus
Miagrammopes oblongus là một loài nhện trong họ Uloboridae.
Loài này thuộc chi Miagrammopes. Miagrammopes oblongus được Hajime Yoshida miêu tả năm 1982.

## Hình ảnh

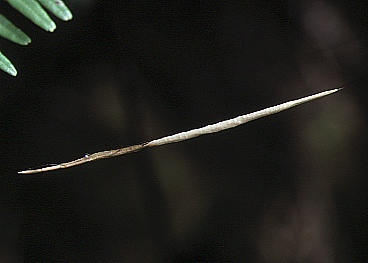
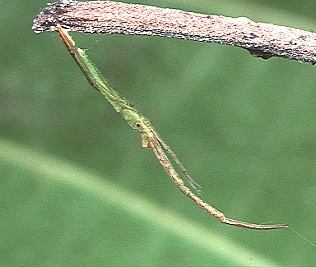
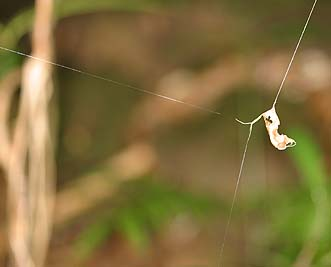